# Rogério de Moura
Rogério Marcelino de Moura, mais conhecido como Rogério de Moura (São Paulo, 15 de julho de 1970) é um cineasta, roteirista e ator afro-brasileiro
Em 2010, dirigiu o longa-metragem Bom Dia, Eternidade. Em 2003, atuara em Garotas do ABC.